# Fußballclub Bayer 05 Uerdingen 1974-1975
Questa voce raccoglie le informazioni riguardanti il Fußballclub Bayer 05 Uerdingen nelle competizioni ufficiali della stagione 1974-1975.

## Stagione
Nella stagione 1974-1975 il Bayer Uerdingen, allenato da Klaus Quinkert, concluse il campionato di 2. Bundesliga al 2º posto. In Coppa di Germania il Bayer Uerdingen fu eliminato al terzo turno dal Bochum.

## Rosa
| N. |                     | Ruolo | Calciatore        |
| -- | ------------------- | ----- | ----------------- |
|    | Germania (bandiera) | P     | Manfred Kroke     |
|    | Germania (bandiera) | P     | Werner Vollack    |
|    | Germania (bandiera) | D     | Norbert Brinkmann |
|    | Germania (bandiera) | D     | Paul Hahn         |
|    | Germania (bandiera) | D     | Lothar Prehn      |
|    | Germania (bandiera) | D     | Horst Riege       |
|    | Germania (bandiera) | D     | Edmund Stieber    |
|    | Germania (bandiera) | C     | Peter Falter      |
|    | Germania (bandiera) | C     | Wolfgang Franke   |

| N. |                     | Ruolo | Calciatore        |
| -- | ------------------- | ----- | ----------------- |
|    | Germania (bandiera) | C     | Friedhelm Funkel  |
|    | Germania (bandiera) | C     | Ludwig Lurz       |
|    | Germania (bandiera) | C     | Wolfgang Lüttges  |
|    | Germania (bandiera) | C     | Heinz Mostert     |
|    | Germania (bandiera) | C     | Franz Raschid     |
|    | Germania (bandiera) | C     | Hans-Jürgen Wloka |
|    | Germania (bandiera) | A     | Dieter Kraus      |
|    | Germania (bandiera) | A     | Klaus Lenzke      |

## Organigramma societario
Area tecnica
- Allenatore: Klaus Quinkert
- Allenatore in seconda:
- Preparatore dei portieri:
- Preparatori atletici:

## Calciomercato

### Sessione estiva
| Acquisti | Acquisti          | Acquisti           | Acquisti |
| R.       | Nome              | da                 | Modalità |
| -------- | ----------------- | ------------------ | -------- |
| C        | Peter Falter      | Rot-Weiss Essen    |          |
| C        | Wolfgang Franke   | Eintracht Duisburg |          |
| C        | Heinz Mostert     | TuS Grevenbroich   |          |
| C        | Franz Raschid     | VfB Lohberg        |          |
| C        | Hans-Jürgen Wloka | Arminia Bielefeld  |          |

| Cessioni | Cessioni            | Cessioni        | Cessioni |
| R.       | Nome                | a               | Modalità |
| -------- | ------------------- | --------------- | -------- |
| A        | Manfred Burgsmüller | Rot-Weiss Essen |          |

### Sessione invernale
| Acquisti | Acquisti | Acquisti | Acquisti |
| R.       | Nome     | da       | Modalità |
| -------- | -------- | -------- | -------- |

| Cessioni | Cessioni | Cessioni | Cessioni |
| R.       | Nome     | a        | Modalità |
| -------- | -------- | -------- | -------- |

## Risultati

### 2. Bundesliga

#### Girone di andata
| Arbitro: | Porta |

|                                          |           |           |
| Funkel 52’ (rig.) Lüttges 70’ Falter 85’ | Marcatori | 56’ Moors |

| Arbitro: | Kaiser |

|                           |           |  |
| Fock 24’ (rig.) Selke 88’ | Marcatori |  |

| Arbitro: | Wahmann |

|                                             |           |            |
| Falter 2’ Stieber 13’ Wloka 51’ Lüttges 72’ | Marcatori | 89’ Krause |

| Arbitro: | Schön |

|            |           |                             |
| Schramm 8’ | Marcatori | 31’, 33’ Lüttges 57’ Falter |

| Arbitro: | Halfter |

|          |           |  |
| Hahn 85’ | Marcatori |  |

| Arbitro: | Eschweiler |

|             |           |            |
| Rudloff 32’ | Marcatori | 51’ Funkel |

| Arbitro: | Kindervater |

|                         |           |  |
| Mostert 37’ Lüttges 71’ | Marcatori |  |

| Arbitro: | Basedow |

|                      |           |                                             |
| Brune 27’ Hotopp 57’ | Marcatori | 17’ Falter 45’ Lurz 77’ Mostert 90’ Lüttges |

| Arbitro: | Redelfs |

|                              |           |  |
| Lüttges 58’, 59’ Raschid 60’ | Marcatori |  |

| Arbitro: | Lüling |

|                 |           |           |
| Greiffendorf 1’ | Marcatori | 72’ Riege |

| Arbitro: | Oltmann |

|                |           |            |
| Hochheimer 68’ | Marcatori | 57’ Funkel |

| Arbitro: | Bartnick |

|                                  |           |  |
| Falter 70’ (rig.), 90’ Wloka 77’ | Marcatori |  |

| Bielefeld 2 novembre 1974, ore 15:00 CET 13ª giornata | Arminia Bielefeld | 0 – 0 referto | Bayer Uerdingen | Bielefelder Alm (18 000 spett.)\| Arbitro: \| Horstmann \| |
| Arbitro:                                              | Horstmann         |               |                 |                                                            |

| Arbitro: | Siepe |

|                                                             |           |                                          |
| Wloka 1’ Funkel 27’, 43’ (rig.), 88’ Falter 40’ Lüttges 63’ | Marcatori | 7’ Dahl 47’ (rig.) Kaemmer 60’ Stegmayer |

| Arbitro: | Hövel |

|            |           |  |
| Linßen 40’ | Marcatori |  |

| Arbitro: | Lutz |

|          |           |             |
| Fock 16’ | Marcatori | 66’ Mostert |

| Arbitro: | Milkert |

|                 |           |                              |
| Schütt 63’, 74’ | Marcatori | 8’ Lüttges 23’ (aut.) Kodric |

| Arbitro: | Roth |

|                             |           |  |
| Falter 60’ Huber 83’ (aut.) | Marcatori |  |

| Arbitro: | Hillebrand |

|             |           |                                   |
| Quasten 62’ | Marcatori | 42’ Funkel 79’ Lüttges 85’ Falter |

#### Girone di ritorno
| Arbitro: | Stäglich |

|                              |           |  |
| Deterding 38’ Moors 60’, 85’ | Marcatori |  |

| Arbitro: | Barnick |

|                                                  |           |                          |
| Funkel 8’, 23’ (rig.), 74’, 83’ (rig.) Wloka 45’ | Marcatori | 5’ Andexer 46’ Genschick |

| Arbitro: | Zuchantke |

|  |           |            |
|  | Marcatori | 19’ Falter |

| Arbitro: | Kindervater |

|                       |           |  |
| Riege 35’ Lüttges 88’ | Marcatori |  |

| Arbitro: | Eschweiler |

|                 |           |  |
| Horsch 15’, 79’ | Marcatori |  |

| Arbitro: | Stäglich |

|                    |           |                           |
| Hahn 5’ Franke 65’ | Marcatori | 56’ Rummenigge 82’ Diesen |

| Arbitro: | König |

|            |           |  |
| Wenzel 27’ | Marcatori |  |

| Arbitro: | Küster |

|                                |           |  |
| Riege 14’ Lüttges 32’ Lurz 82’ | Marcatori |  |

| Arbitro: | Lüling |

|              |           |                        |
| Trimhold 60’ | Marcatori | 50’ Lüttges 80’ Falter |

| Arbitro: | Wahmann |

|                              |           |            |
| Funkel 45’ (rig.) Falter 55’ | Marcatori | 90’ Mertes |

| Arbitro: | Raabe |

|             |           |                               |
| Mostert 23’ | Marcatori | 25’ Plaggemeyer 63’, 74’ Wolf |

| Arbitro: | Hanschke |

|  |           |                      |
|  | Marcatori | 13’ Funkel 54’ Wloka |

| Krefeld 30 aprile 1975, ore 19:30 CET 32ª giornata | Bayer Uerdingen | 0 – 0 referto | Arminia Bielefeld | Grotenburg Stadion (7 500 spett.)\| Arbitro: \| Kindervater \| |
| Arbitro:                                           | Kindervater     |               |                   |                                                                |

| Arbitro: | Lutz |

|                         |           |  |
| Kasperski 20’ Kulik 85’ | Marcatori |  |

| Arbitro: | Fork |

|            |           |  |
| Franke 40’ | Marcatori |  |

| Arbitro: | Schütte |

|                                |           |             |
| Falter 2’ Riege 26’ Franke 32’ | Marcatori | 85’ Eglitis |

| Arbitro: | Wahmann |

|               |           |            |
| Brinkmann 55’ | Marcatori | 80’ Bläser |

| Arbitro: | Ohmsen |

|                  |           |            |
| Huber 16’ (rig.) | Marcatori | 36’ Franke |

| Krefeld 15 giugno 1975, ore 15:00 CET 38ª giornata | Bayer Uerdingen | 0 – 0 referto | RW Oberhausen | Grotenburg Stadion (7 500 spett.)\| Arbitro: \| Milkert \| |
| Arbitro:                                           | Milkert         |               |               |                                                            |

### Coppa di Germania
| Arbitro: | Steigele |

|                           |           |                                            |
| Lapp 28’ Findt 63’ (rig.) | Marcatori | 25’, 105’ Falter 58’ Brinkmann 119’ Franke |

| Arbitro: | Niemann |

|  |           |             |
|  | Marcatori | 40’ Lüttges |

| Arbitro: | Dreher |

|  |           |                 |
|  | Marcatori | 57’, 82’ Kaczor |

## Statistiche

### Statistiche di squadra
| Competizione      | Punti | In casa | In casa | In casa | In casa | In casa | In casa | In trasferta | In trasferta | In trasferta | In trasferta | In trasferta | In trasferta | Totale | Totale | Totale | Totale | Totale | Totale | DR  |
| Competizione      | Punti | G       | V       | N       | P       | Gf      | Gs      | G            | V            | N            | P            | Gf           | Gs           | G      | V      | N      | P      | Gf     | Gs     | DR  |
| ----------------- | ----- | ------- | ------- | ------- | ------- | ------- | ------- | ------------ | ------------ | ------------ | ------------ | ------------ | ------------ | ------ | ------ | ------ | ------ | ------ | ------ | --- |
| 2. Bundesliga     | 51    | 19      | 14      | 4       | 1       | 44      | 15      | 19           | 6            | 7            | 6            | 22           | 23           | 38     | 20     | 11     | 7      | 66     | 38     | +28 |
| Coppa di Germania | -     | 1       | 0       | 0       | 1       | 0       | 2       | 2            | 2            | 0            | 0            | 5            | 2            | 3      | 2      | 0      | 1      | 5      | 4      | +1  |
| Totale            | 51    | 20      | 14      | 4       | 2       | 44      | 17      | 21           | 8            | 7            | 6            | 27           | 25           | 41     | 22     | 11     | 8      | 71     | 42     | +29 |

### Andamento in campionato
| Giornata  | 1 | 2 | 3 | 4 | 5 | 6 | 7 | 8 | 9 | 10 | 11 | 12 | 13 | 14 | 15 | 16 | 17 | 18 | 19 | 20 | 21 | 22 | 23 | 24 | 25 | 26 | 27 | 28 | 29 | 30 | 31 | 32 | 33 | 34 | 35 | 36 | 37 | 38 |
| --------- | - | - | - | - | - | - | - | - | - | -- | -- | -- | -- | -- | -- | -- | -- | -- | -- | -- | -- | -- | -- | -- | -- | -- | -- | -- | -- | -- | -- | -- | -- | -- | -- | -- | -- | -- |
| Luogo     | C | T | C | T | C | T | C | T | C | T  | T  | C  | T  | C  | T  | T  | T  | C  | T  | T  | C  | T  | C  | T  | C  | T  | C  | T  | C  | C  | T  | C  | T  | C  | C  | C  | T  | C  |
| Risultato | V | P | V | V | V | N | V | V | V | N  | N  | V  | N  | V  | P  | N  | N  | V  | V  | P  | V  | V  | V  | P  | N  | P  | V  | V  | V  | P  | V  | N  | P  | V  | V  | N  | N  | N  |
| Posizione | 4 | 9 | 4 | 3 | 3 | 4 | 3 | 3 | 2 | 2  | 2  | 2  | 2  | 2  | 2  | 2  | 2  | 2  | 2  | 2  | 2  | 2  | 2  | 2  | 2  | 2  | 2  | 2  | 2  | 2  | 2  | 2  | 2  | 2  | 2  | 2  | 2  | 2  |

Legenda:

Luogo: C = Casa; T = Trasferta. Risultato: V = Vittoria; N = Pareggio; P = Sconfitta.

### Statistiche dei giocatori
| Giocatore    | 2. Bundesliga | 2. Bundesliga | 2. Bundesliga | 2. Bundesliga | Relegation Bundesliga | Relegation Bundesliga | Relegation Bundesliga | Relegation Bundesliga | Coppa di Germania | Coppa di Germania | Coppa di Germania | Coppa di Germania | Totale   | Totale | Totale      | Totale     |
| Giocatore    | Presenze      | Reti          | Ammonizioni   | Espulsioni    | Presenze              | Reti                  | Ammonizioni           | Espulsioni            | Presenze          | Reti              | Ammonizioni       | Espulsioni        | Presenze | Reti   | Ammonizioni | Espulsioni |
| ------------ | ------------- | ------------- | ------------- | ------------- | --------------------- | --------------------- | --------------------- | --------------------- | ----------------- | ----------------- | ----------------- | ----------------- | -------- | ------ | ----------- | ---------- |
| N. Brinkmann | 36            | 1             | 8             | 0             | 2                     | 0                     | 0                     | 0                     | 3                 | 1                 | 0                 | 0                 | 41       | 2      | 8           | 0          |
| P. Falter    | 36            | 13            | 0             | 0             | 2                     | 4                     | 0                     | 0                     | 3                 | 2                 | 0                 | 0                 | 41       | 19     | 0           | 0          |
| W. Franke    | 17            | 4             | 0             | 0             | 1                     | 1                     | 0                     | 0                     | 2                 | 1                 | 0                 | 0                 | 20       | 6      | 0           | 0          |
| F. Funkel    | 38            | 13            | 0             | 0             | 2                     | 0                     | 0                     | 0                     | 2                 | 0                 | 0                 | 0                 | 42       | 13     | 0           | 0          |
| P. Hahn      | 38            | 2             | 3             | 0             | 2                     | 0                     | 0                     | 0                     | 3                 | 0                 | 1                 | 0                 | 43       | 2      | 4           | 0          |
| D. Kraus     | 16            | 0             | 0             | 0             | 0                     | 0                     | 0                     | 0                     | 2                 | 0                 | 0                 | 0                 | 18       | 0      | 0           | 0          |
| M. Kroke     | 38            | 0             | 1             | 0             | 2                     | 0                     | 0                     | 0                     | 2                 | 0                 | 0                 | 0                 | 42       | 0      | 1           | 0          |
| K. Lenzke    | 12            | 0             | 0             | 0             | 1                     | 1                     | 0                     | 0                     | 2                 | 0                 | 0                 | 0                 | 15       | 1      | 0           | 0          |
| L. Lurz      | 25            | 2             | 0             | 0             | 2                     | 1                     | 0                     | 0                     | 1                 | 0                 | 0                 | 0                 | 28       | 3      | 0           | 0          |
| W. Lüttges   | 36            | 14            | 3             | 0             | 2                     | 3                     | 0                     | 0                     | 3                 | 1                 | 1                 | 0                 | 41       | 18     | 4           | 0          |
| H. Mostert   | 34            | 4             | 5             | 0             | 1                     | 0                     | 0                     | 0                     | 3                 | 0                 | 1                 | 0                 | 38       | 4      | 6           | 0          |
| L. Prehn     | 33            | 0             | 0             | 0             | 2                     | 0                     | 0                     | 0                     | 3                 | 0                 | 0                 | 0                 | 38       | 0      | 0           | 0          |
| F. Raschid   | 20            | 1             | 1             | 0             | 1                     | 0                     | 0                     | 0                     | 2                 | 0                 | 0                 | 0                 | 23       | 1      | 1           | 0          |
| H. Riege     | 35            | 4             | 2             | 1             | 1                     | 0                     | 1                     | 1                     | 3                 | 0                 | 0                 | 0                 | 39       | 4      | 3           | 2          |
| E. Stieber   | 36            | 1             | 2             | 0             | 2                     | 0                     | 0                     | 0                     | 1                 | 0                 | 0                 | 0                 | 39       | 1      | 2           | 0          |
| W. Vollack   | 3             | 0             | 0             | 0             | 1                     | 0                     | 0                     | 0                     | 1                 | 0                 | 0                 | 0                 | 5        | 0      | 0           | 0          |
| H. Wloka     | 31            | 5             | 1             | 0             | 2                     | 0                     | 0                     | 0                     | 2                 | 0                 | 1                 | 1                 | 35       | 5      | 2           | 1          |